# Harlingen (Texas)
Harlingen è una città della contea di Cameron nella regione centrale della valle del Rio Grande, nella parte meridionale dello Stato del Texas, a circa 48 km dalla costa del golfo del Messico. La città copre più di 104 km² ed è la seconda città più grande della contea di Cameron, nonché la quarta più grande della valle del Rio Grande. Al censimento del 2010, la città aveva una popolazione di 64 849 abitanti, per un tasso di crescita del 12,5% rispetto al censimento del 2000.
Harlingen è una delle principali città dell'area metropolitana di Brownsville-Harlingen, che a sua volte fa parte dell'area statistica combinata di Brownsville-Harlingen-Raymondville, inclusa nell'area metropolitana di Matamoros-Brownsville.

## Geografia fisica
Secondo l'Ufficio del censimento degli Stati Uniti, ha una superficie totale di 40,30 mi² (104,38 km²).

## Storia
La posizione strategica di Harlingen all'incrocio tra la U.S. Route 77 e la U.S. Route 83, co-designate rispettivamente come Interstate 69 East e Interstate 2, nella parte nord-occidentale della contea di Cameron, ha favorito il suo sviluppo come centro di distribuzione, spedizione e industriale. Nel 1904, Lon C. Hill (un uomo di discendenza Choctaw) immaginò il Rio Grande come una via d'acqua commerciale. La città, che fu fondata sulla riva settentrionale del fiume, prese il nome dall'omonima città frisone nei Paesi Bassi. L'ufficio postale della città è stato istituito nello stesso anno. La prima scuola è stata aperta con 15 alunni nel 1905 vicino alla casa di Hill, la prima residenza costruita ad Harlingen. Harlingen fu incorporata il 15 aprile 1910, quando la popolazione ammontava a 1 126 abitanti. Nel 1920 il censimento ne elencava 1 748. All'inizio l'economia locale era quasi interamente agricola, con le principali colture orticole e cotone.

## Società

### Evoluzione demografica
Secondo il censimento del 2010, la popolazione era di 64 849 abitanti.